# Lista de atrações turísticas de Curitiba
Em Curitiba existe uma grande quantidade de atrativos turísticos, os quais são citados abaixo:
- Praça Tiradentes: marco zero da capital do Paraná, é ocupada pela Catedral Metropolitana, em arquitetura gótica, reformada em seu centenário em 1993.[1]
- Rua das Flores: a mais importante rua da cidade tornou-se o mais antigo calçadão do Brasil, em 1972, sendo o principal centro de comércio da capital.[1]
- Rua 24 Horas: reformada, a Rua 24 Horas voltou a mostrar a arquitetura que a tornou famosa no estrangeiro, como seus imensos arcos e havia reaberto o relógio de 24 horas periódicas com um diversificado mix comercial.[1]
- Museu Ferroviário de Curitiba: erguido na antiga Estação Ferroviária de Curitiba. Narra a história das ferrovias do Paraná. O Museu Ferroviário, da Farmácia, do Perfume, o Teatro de Bonecos, são abrigados pelo prédio anexado do Shopping Estação, ademais do inovador centro de eventos Estação Embratel Convention Center.[1]
- Teatro Paiol: velho paiol de pólvora erguido em 1906 e reformado para teatro de arena em 1971. Foi batizado e inaugurado pelo poeta carioca Vinícius de Moraes, que havia composto principalmente uma música para a ocasião. Simboliza a transformação cultural de Curitiba.[1]
- Jardim Botânico: fundado em 1991, inspirado nos jardins franceses, estufado em metal e vidro, museu botânico, mata nativa, trilhas e o espaço cultural Frans Krajcberg.[1]
- Estação Rodoferroviária/Mercado Municipal: sua elaboração prática e inovadora significou, em 1972, no momento de sua inauguração, uma referência em terminais de transporte no Brasil. O Mercado Municipal é, por tradição, o ponto de compra de iguarias do mundo inteiro.[1]
- Teatro Guaíra/Universidade Federal do Paraná na Praça Santos Andrade está localizado o Teatro Guaíra, um dos mais extensos da América Latina. Na sua fachada, do lado oposto da praça localiza-se a Universidade Federal do Paraná, a mais antiga do Brasil.[1]
- Paço da Liberdade: reformado há pouco tempo, sediou o poder executivo do município. É o único patrimônio de Curitiba registrado por tombamento nas três esferas: nacional, estadual e municipal. Hoje, o Paço da Liberdade possui um centro cultural do SESC.[1]
- Memorial Árabe/Passeio Público: localizado na Praça Gibran Khalil, é uma edificação inovadora à imagem da arquitetura dos povos do deserto. Dentro dele há uma biblioteca. O Passeio Público foi o mais antigo parque público e o mais antigo zoológico de Curitiba. No início possuía animais grandes. Hoje somente existem animais de menor porte.[1]
- Centro Cívico: bairro onde estão sediados os poderes executivo, legislativo e judiciário do Paraná, com o Palácio Iguaçu, a Assembleia Legislativa e o Tribunal de Justiça, bem como a Prefeitura de Curitiba. Sua implantação ocorreu em 1953, ano das comemorações dos 100 anos da emancipação política do Paraná.[1]
- Museu Oscar Niemeyer: o museu mais extenso e mais inovador do Brasil. Projeto de Oscar Niemeyer, o "olho" termina uma antiga obra erguida por ele mesmo, em 1976.[1]
- Bosque do Papa/Memorial Polonês: memorial da imigração polonesa, é formado por sete casas de tronco e bosque nativo. Sua inauguração ocorreu em 1980, logo depois que Curitiba foi visitada pelo Papa João Paulo II.[1]
- Bosque Alemão: recorda as tradições mais caras dos imigrantes que vieram da Alemanha, os primeiros estrangeiros que se fixaram em Curitiba, no século XIX, desde 1833. Destacam-se, a trilha de João e Maria, dos contos dos irmãos Grimm, a Casa Encantada, o Oratório Bach e a Torre dos Filósofos, com um lindo panorama de Curitiba.[1]
- Universidade Livre do Meio-Ambiente: sua inauguração ocorreu em 1992, estando presente o oceanógrafo Jacques Cousteau. Realiza educação ambiental ao público geral. É, por si só, uma lição ecológica, unindo a arquitetura com o meio ambiente.[1]
- Parque São Lourenço: uma antiga indústria que fabricava cola foi substituída por um Centro de Criatividade, com cursos, oficinas e espaços para exposições. Uma ampla área verde nativa cerca seu lago.[1]
- Ópera de Arame/Pedreira Paulo Leminski: erguido em tubos, o Teatro Ópera de Arame, de 1992, é um espaço mágico integrado ao meio natural/orgânico do lugar. Ao seu lado, a Pedreira Paulo Leminski é o cenário dos importantes eventos de cultura e arte de Curitiba. Mais a frente, localiza-se o Farol das Cidades, biblioteca equipada com computadores ligados à Internet.[1]
- Parque Tanguá: na beira do rio Barigui, é uma área de lazer com os imensos espaços verdejantes, ancoradouro, pista para caminhar e correr, ciclovia e um túnel aberto na rocha bruta que une os lagos. Sua implantação ocorreu em 1996.[1]
- Parque Tingui: recorda os mais antigos povos que ocuparam os Campos de Curitiba, os índios tinguis, pertencentes à nação Guarani.[1]
- Memorial Ucraniano: homenageia os 100 anos da época em que chegaram os primeiros imigrantes que vieram da Ucrânia. A comemoração do centenário ocorreu em 1995. Uma cópia da Igreja de São Miguel, da Serra do Tigre, em Mallet, sertão paranaense, com telhado de pinho e cúpula de bronze, constitui um museu.[1]
- Portal Italiano: esse ponto turístico marca o lugar onde entram automóveis no bairro italiano de Santa Felicidade. Usa os elementos de três edificações trazidas pelos imigrantes italianos, entre elas a igreja matriz, com sua torre afastada do corpo mais importante.[1]
- Santa Felicidade: colônia constituída em 1878 por imigrantes que vieram das regiões italianas do Vêneto e do Trentino Alto-Ádige. O mais importante centro de gastronomia de Curitiba, desfila casas típicas, unidades de interesse de preservação pelo valor histórico, arquitetônico ou sentimental.[1]
- Parque Barigui: um dos mais extensos parques do município, cuja implantação ocorreu em 1972, é uma preferência para as caminhadas periódicas do curitibano, às margens do lago. É um local amplo para exposições e eventos, museu do automóvel, esportes e diversas atividades diferentes.[1]
- Torre Panorâmica: suporte dos sistemas de telefone, televisão, rádio e Internet, possibilita, através do mirante, um panorama de 360 graus de onde podemos ver a capital do Paraná ao seu redor. Seus 109,5 metros de altura correspondem a um edifício de 40 andares, cada apartamento.[1]
- Setor Histórico: as ruínas da Igreja de São Francisco de Paula, nunca terminada, o Relógio das Flores, a Fonte da Memória, igrejas antigas e casarões reformados e convertidos em espaços culturais formam o Setor Histórico da cidade, em que destaca-se o Memorial de Curitiba. Nos finais de semana, possui feira de artesanato.[1]